# Horroriana
Horroriana - 24 storie di paura è un'antologia italiana curata da Gianni Montanari nel 1979 che raccoglie il meglio dei racconti horror dal 1906 al 1977.
Le traduzioni dei racconti sono affidate a Piero Anselmi, Giuseppe Lippi, Silvia Sereni e Guido Zurlino.
L'antologia esce nell'ottobre del 1979 come supplemento a "I capolavori di Segretissimo" n. 62.